# Neocompsa ventricosa
Neocompsa ventricosa là một loài bọ cánh cứng trong họ Cerambycidae.